# HEIF
High Efficiency Image File Format o HEIF (formato de archivo de imagen de alta eficiencia) es un formato de archivo informático para almacenar imágenes y secuencias de estas. Realmente es un contenedor flexible de imágenes con compresión que es considerado actualmente uno de los posibles sustitutos del universal y extendido JPG.

## Creadores
Fue desarrollado por el Moving Picture Experts Group (MPEG).

## HEIF frente a JPG
En 2017 Apple anunció que en sus nuevos sistemas operativos adoptarían este como formato de imagen por defecto, en sustitución del JPG.
Es considerado actualmente uno de los posibles sustitutos de JPG porque, entre otras aportaciones técnicas, suministra el doble de calidad en la mitad de espacio que éste.
Los archivos HEIF son compatibles con el (ISOBMFF, ISO/IEC 14496-12) y pueden almacenar otros tipos de datos, como animaciones GIF, textos, audio o Live-Fotos. 
Para ahorrar ancho de banda, divide cada imagen en cuadros independientes que pueden cargarse como secciones independientes.
La extensión de archivo del formato HEIF es la .heic. Mientras se va instaurando paulatinamente entre los usuarios y herramientas para edición de imágenes, es posible la conversión entre archivos .HEIC y .JPG.

## GIMP
Desde la versión 2.10.2 de GIMP, aparecida en mayo de 2018, reconoce y trata archivos HEIF.